# Seleção Seichelense de Voleibol Feminino
A seleção seichelense de voleibol feminino é uma equipe do continente africano, composta pelas melhores jogadoras de voleibol das Seicheles. É mantida pela Federação de Voleibol das Seicheles (SVF). Encontra-se na 115ª posição do ranking mundial da FIVB segundo dados de setembro de 2021.